# Villa deludens
Villa deludens är en tvåvingeart som beskrevs av Francois 1966. Villa deludens ingår i släktet Villa och familjen svävflugor. Inga underarter finns listade i Catalogue of Life.